# Snap!
Snap! es un proyecto alemán de eurodance creado en 1989 por los productores Michael Münzing y Luca Anzilotti. Se hizo famoso alcanzando números uno mundiales con sencillos como "Rhythm is a Dancer" y "The Power".

## Discografía

### Álbumes
| 1990                                   | World Power                     | 10  | 30  | 7  | 20 |
| 1992                                   | The Madman's Return             | 8   | 121 | 3  | 21 |
| 1995                                   | Welcome to Tomorrow             | 69  | —   | 10 | —  |
| 1996                                   | Snap! Attack: The Best of Snap! | 47  | —   | 14 | 55 |
| 2003                                   | The Cult of Snap!               | —   | —   | 43 | 47 |
| 2009                                   | The Power Greatest Hits         | 76; | ;   |    |    |
| "—" indica que no entró en las listas. |                                 |     |     |    |    |

### Sencillos
| 1990 | "The Power"                                  | 1          | 2          | 2          | 3          | Turbo B, Penny Ford, Jackie Harris |
| 1990 | "Ooops Up"                                   | 5          | 35         | 2          | 2          | Turbo B, Penny Ford                |
| 1990 | "Cult of Snap"                               | 8          | —          | 3          | 12         | Turbo B, Penny Ford                |
| 1990 | "Mary Had a Little Boy"                      | 8          | —          | 4          | 7          | Turbo B, Penny Ford                |
| 1991 | "Mega Mix"                                   | 10         | —          | 15         | 17         | Turbo B, Penny Ford                |
| 1991 | "Colour of Love"                             | 54         | —          | 9          | 6          | Turbo B, Penny Ford                |
| 1992 | "Rhythm Is a Dancer"                         | 1          | 5          | 1          | 2          | Turbo B, Thea Austin               |
| 1993 | "Exterminate!"                               | 2          | —          | 3          | 7          | Niki Haris                         |
| 1993 | "Do You See The Light (Looking For)"         | 10         | —          | 13         | 20         | Niki Haris                         |
| 1994 | "Welcome to Tomorrow (Are You Ready?)"       | 6          | —          | 4          | 32         | Summer                             |
| 1995 | "The First The Last Eternity (Till the End)" | 15         | —          | 7          | —          | Summer                             |
| 1995 | "The World in My Hands"                      | 44         | —          | 53         | —          | Summer                             |
| 1996 | "Rame"                                       | 50         | —          | 34         | 40         | Rukmani                            |
| 1996 | "The Power '96"                              | 42         | —          | —          | 40         | Einstein                           |
| 1996 | "Rhythm Is a Dancer '96"                     | —          | —          | —          | 58         | Turbo B, Thea Austin               |
| 2000 | "Gimme a Thrill"                             | —          | —          | —          | —          | Turbo B, Maxayn                    |
| 2002 | "Do You See the Light 2002"                  | 14         | —          | 66         | —          | Niki Haris                         |
| 2003 | "Rhythm Is a Dancer 2003"                    | 17         | —          | 7          | —          | Turbo B, Thea Austin               |
| 2003 | "The Power (Of Bhangra)"                     | 34         | —          | 21         | —          | Turbo B                            |
| 2003 | "Ooops Up 2003"                              | —          | —          | 69         | 3          | Penny Ford, NG3                    |
| 2005 | "Beauty Queen"                               | —          | —          | —          | —          | Loc                                |
| 2006 | "Excited"                                    | solo promo | solo promo | solo promo | solo promo | Sarah Martin                       |
| 2006 | "We Want Your Soul"                          | solo promo | solo promo | solo promo | solo promo | Sarah Martin                       |
| 2008 | "Rhythm Is a Dancer 2008"                    | 23         | —          | 86         | —          | Thea Austin, Loc                   |
| 2008 | "Jumping"                                    | solo promo | solo promo | solo promo | solo promo | Loc                                |
| 2009 | "Rhythm Is a Dancer 2009"                    | solo promo | solo promo | solo promo | solo promo |                                    |
| 2009 | "—" denota que no entró en las listas.       |            |            |            |            |                                    |